# Mezira vanduzeei
Mezira vanduzeei är en insektsart som beskrevs av Robert L. Usinger 1936. Mezira vanduzeei ingår i släktet Mezira och familjen barkskinnbaggar. Inga underarter finns listade i Catalogue of Life.